# アブドゥルマジード・アル＝ガウード
アブドゥルマジード・アル＝ガウード（アラビア語: عبد المجيد القعود、Abdul Majid al-Qa′ud、1943年 - 2021年3月4日）は、リビアの政治家。1994年1月29日から1997年3月1日までリビア全国人民委員会書記長（首相に相当）。